# كينتارو هانيدا
كينتارو هانيدا (羽田 健太郎 Haneda Kentarō، يناير 12, 1949 – يونيو 2, 2007) عازف بيانو وملحن وموزع موسيقي ياباني، عمل في مجال التوزيع الموسيقي لمجموعةٍ من مسلسلات وأفلام الأنمي اليابانية، وكذلك ألف موسيقى عددٍ من ألعاب الفيديو. كان اسمه الشائع هانيكين.

## السيرة الذاتية
ولد هانيدا في طوكيو باليابان. بعد تخرجه من مدرسة Toho Gakuen للموسيقى، عمل أستاذاً مُدرساً في كلية طوكيو للموسيقى. اشتهر هانيدا بأنه مؤلف موسيقى لعبة Wizardry التي صدرت نسخٌ منها على العديد من منصات الحاسب الشخصي مطلع ثمانينات القرن العشرين، ثم تم نقلها إلى منصتي الألعاب المنزليتين NES وSNES من قِبَل شركة Ascii في أوائل عام 1990. كذلك قام هانيدا بتأليف موسيقى العديد من مسلسلات وأفلام الأنمي، ومن أبرزها سلسلة Super Dimension Fortress Macross وفيلم Barefoot Gen، بالإضافة إلى مجموعةٍ من الألبومات الموسيقية.
توفي كينتارو هانيدا بمرض سرطان الكبد عن عمرٍ ناهز 58 عاماً، وذلك في الثاني من شهر يونيو من عام 2007.

## أعمالٌ مختارة

### موسيقى تصويرية للأنمي
- جزيرة الكنز (1978)
- بالديو (1980)
- فريق الإنقاذ (1982)
- جين الحافي (فيلم، 1983)
- شارلوك هولمز (1984)
- أخي العزيز (1991)

### موسيقى تصويرية لألعاب الفيديو
- سلسلة Wizardry (على منصتي Famicom وSuper Famicom )
- Suikoden